# Roslagsmuseet

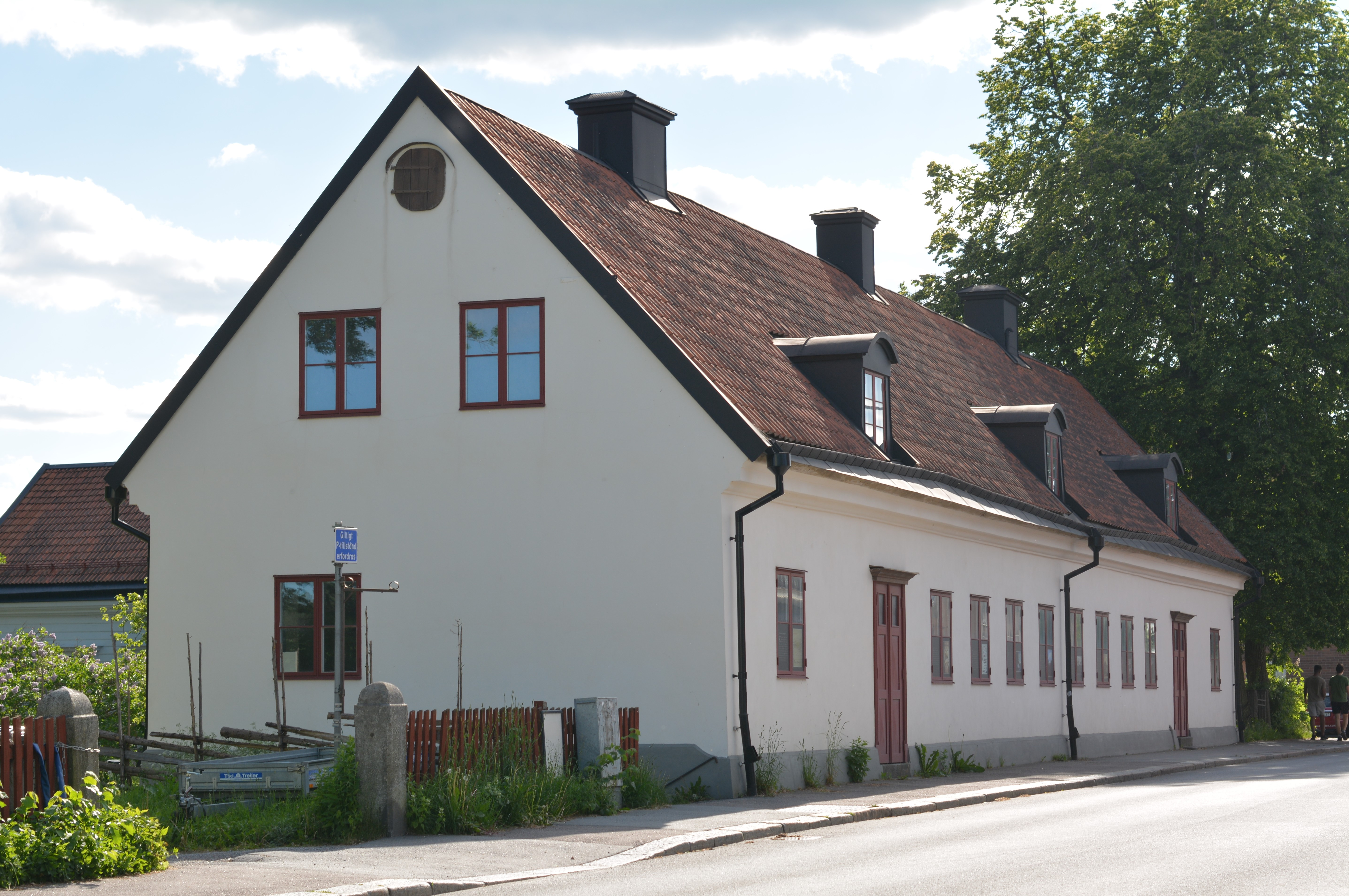
Roslagsmuseet, tidigare Norrtälje gevärsfaktori. Fasad mot Hantverkargatan.

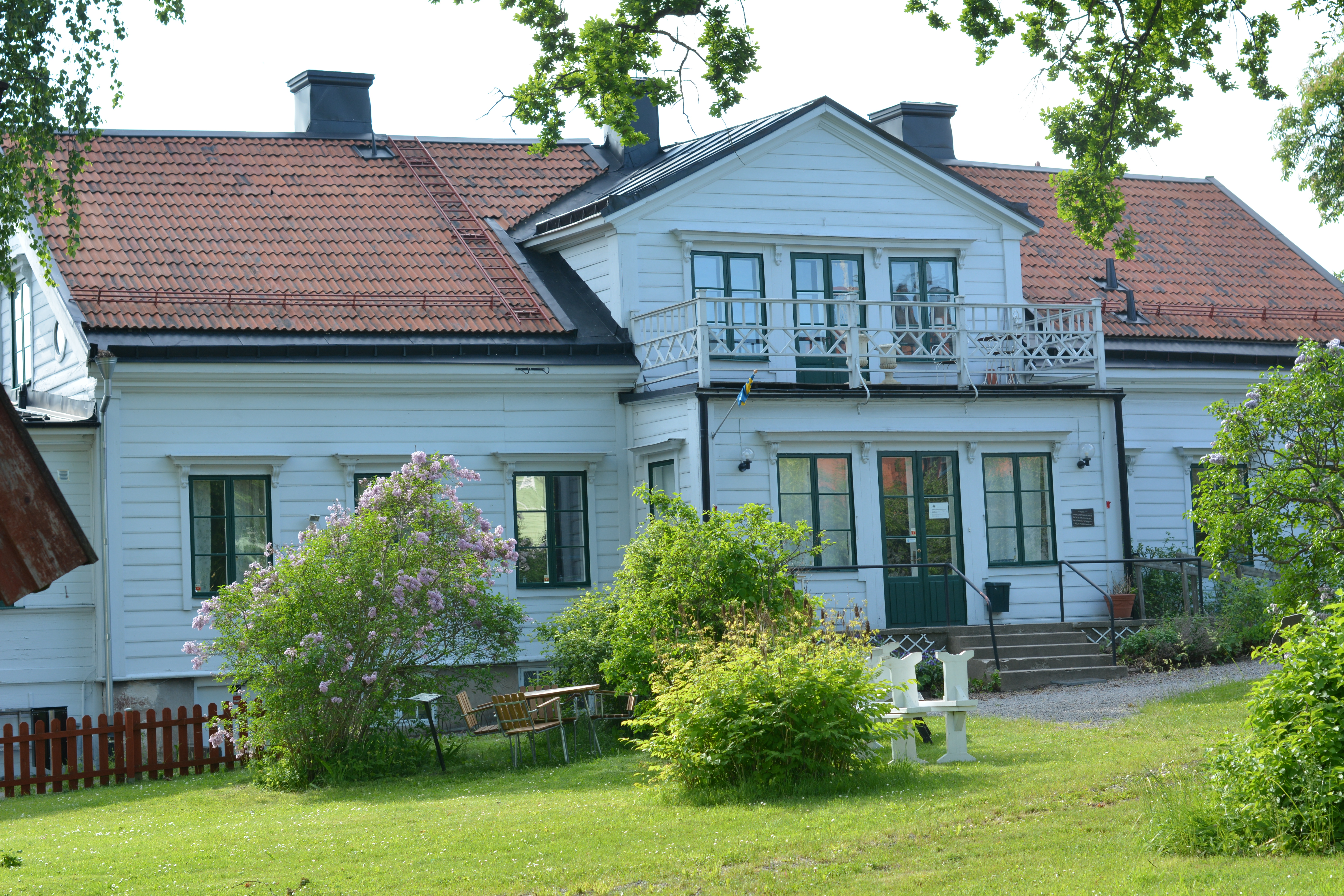
Zetterstenska gården

Roslagsmuseet, fram till 1971 Norrtälje museum, är ett museum med uppgift att samla, bevara, vårda och visa föremål knutna till Roslagen. Museet visar föremål ur Roslagsmuseets samlingar och berättar om platsens historia. Museet ligger i Norrtälje och är sedan år 1922 inrymt i Norrtälje gevärsfaktoris gamla låssmedja från sent 1760-tal. 2008 stängdes Roslagsmuseet för renovering och öppnade åter under våren 2023.